# Curmont
Curmont ist eine französische Gemeinde mit 12 Einwohnern (Stand 1. Januar 2022) im Département Haute-Marne in der Region Grand Est. Sie gehört zum Arrondissement Chaumont und zum Kanton Châteauvillain. Die Einwohner werden Curmontais(es) genannt.

## Lage
Die Siedlung Curmont liegt westlich der Blaise rund 65 Kilometer östlich von Troyes im Westen des Départements Haute-Marne.

### Verkehrsanbindung
Die Gemeinde liegt leicht abseits überregionaler Verkehrswege. Über die D40 erreicht man in östlicher Richtung in 14 Kilometern Entfernung nahe Vignory die Route nationale 67.

## Geschichte
Die Gemeinde gehörte von 1793 bis 1801 zum Distrikt Chaumont. Seit 1801 ist sie Teil des Arrondissements Chaumont. Von 1793 bis 1801 war Curmont eine Gemeinde im Kanton Blaise und von 1801 bis 2015 Teil des Kantons Juzennecourt.

## Bevölkerung
| Jahr                       | 1962 | 1968 | 1975 | 1982 | 1990 | 1999 | 2006 | 2019 |
| Einwohner                  | 30   | 17   | 18   | 17   | 13   | 11   | 15   | 12   |
| Quellen: Cassini und INSEE |      |      |      |      |      |      |      |      |

## Sehenswürdigkeiten
- Dorfkirche Notre–Dame-de–l’Immaculée-Conception (Unserer Lieben Frau der Unbefleckten Empfängnis)